# Aliaporcellana kikuchii
Aliaporcellana kikuchii is een tienpotigensoort uit de familie van de Porcellanidae. De wetenschappelijke naam van de soort is voor het eerst geldig gepubliceerd in 1969 door Nakasone & Miyake.